# Simone Borris

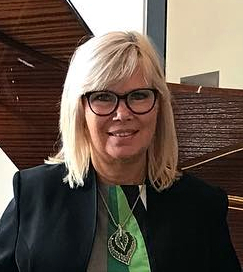
Simone Borris (2022)

Simone Borris (* 24. Dezember 1962 in Gardelegen) ist eine deutsche Politikerin (parteilos). Am 8. Mai 2022 wurde sie in einer Stichwahl zur neuen Oberbürgermeisterin der sachsen-anhaltischen Landeshauptstadt Magdeburg gewählt. Dieses Amt trat sie am 1. Juli 2022 an und übernahm somit die Nachfolge von Lutz Trümper.

## Leben

### Ausbildung und Beruf
Borris wurde in Gardelegen im heutigen Altmarkkreis Salzwedel geboren. 1970 zogen ihre Eltern mit ihr nach Magdeburg um. Seitdem lebt sie in der Landeshauptstadt.
Nach dem Abschluss der Polytechnischen Oberschule absolvierte sie eine Ausbildung zur Finanzkauffrau bei der Stadtsparkasse Magdeburg. Von 1981 bis 1984 folgten das Fachstudium Ökonom mit Spezialisierung der Absatzwirtschaft an der Ingenieurschule für Textiltechnik in Reichenbach im Vogtland sowie ein Fernstudium als Diplomökonomin/Diplomkauffrau an der Technischen Universität Magdeburg bis 1990.
1990 begann sie, als Sachbearbeiterin in der Stadtverwaltung Magdeburgs zu arbeiten. 2014 wurde sie dann vom Stadtrat zur Beigeordneten für Soziales, Jugend und Gesundheit gewählt. Im Oktober 2021 wurde sie schließlich vom Stadtrat zur Bürgermeisterin und somit zur Stellvertreterin von Oberbürgermeister Lutz Trümper gewählt.

### Politik
Bei der Magdeburger Oberbürgermeisterwahl 2022 trat sie als parteilose Kandidatin an. Dabei wurde sie von FDP, Tierschutzpartei und future! unterstützt.
Im ersten Wahlgang hatte sie bereits 43,3 Prozent der abgegebenen Stimmen erhalten und so eine absolute Mehrheit verpasst. In der anschließenden Stichwahl konnte sie sich mit 64,8 Prozent der Stimmen gegen Jens Rösler (SPD) durchsetzen und wurde somit zur neuen Oberbürgermeisterin Magdeburgs gewählt.
Erstmals seit 1990 wird das Magdeburger Oberbürgermeisteramt somit nicht von einem Kandidaten der SPD übernommen. Zudem steht mit ihr erstmals eine Frau an der Spitze der Landeshauptstadt.

### Engagement
Von Februar 2020 bis Juni 2022 saß Borris im Präsidium des 1. FC Magdeburg. Hier war sie für das Fan- und Personalmanagement zuständig.
Borris ist Mitglied im Hauptausschuss des Deutschen Städtetages.

### Privates
Borris ist verwitwet, hat zwei Kinder und einen Enkel.